# رهوة سادان والقشب (المفلحي)

تعديل مصدري - تعديل

رهوة سادان والقشب هي إحدى قرى عزلة المفلحي بمديرية المفلحي التابعة لمحافظة لحج، بلغ تعداد سكانها 45 نسمة حسب تعداد اليمن لعام 2004.